# إنرجى مورامبادورو
إنرجى مورامبادورو (بالإنجليزية: Energy Murambadoro)‏ (27 يونيو 1982 زيمبابوي - ) هو لاعب كرة قدم زيمبابوي، شارك في كأس الأمم الأفريقية 2006.

## روابط خارجية
- إنرجى مورامبادورو على موقع الاتحاد الدولي (مؤرشف)  (الإنجليزية)
- إنرجى مورامبادورو على موقع قاعدة بيانات كرة القدم.إي يو (الإنجليزية)
- إنرجى مورامبادورو على موقع ناشيونال فوتبول تيمز (الإنجليزية)
- إنرجى مورامبادورو على موقع Soccerway.com (الإنجليزية)